# 320 Katharina
320 Katharina là một tiểu hành tinh cỡ nhỏ ở vành đai chính. Nó thuộc nhóm tiểu hành tinh Eos.
Tiểu hành tinh này do Johann Palisa phát hiện ngày 11.10.1891 ở Viên, và được đặt theo tên Katharina, mẹ của ông.